# Tales of the Walking Dead
Tales of the Walking Dead é uma série de televisão norte-americana de antologia de drama de terror pós-apocalíptico criada por Scott M. Gimple e Channing Powell. É uma série derivada de The Walking Dead, que é baseada na série de quadrinhos de mesmo nome de Robert Kirkman, Tony Moore e Charlie Adlard, e é a quarta série de televisão da franquia The Walking Dead.
Tales of the Walking Dead foi ao ar na AMC entre 14 de agosto e 18 de setembro de 2022. Está programado para ser seguido por uma série separada, intitulada More Tales from the Walking Dead Universe.
No Brasil, o Prime Video foi o primeiro streaming/canal a lançar a série, em 20 de março de 2024, com o título Contos de The Walking Dead. A atração também será exibida na TV paga, pelo AMC Brasil.

## Premissa
Tales of the Walking Dead é uma série de antologia episódica baseada em personagens novos e existentes no universo de The Walking Dead.

## Episódios
| N.º | Título              | Dirigido por          | Escrito por                     | Exibição original      | Audiência (milhões) |
| --- | ------------------- | --------------------- | ------------------------------- | ---------------------- | ------------------- |
| 1 | "Evie / Joe"        | Ron Underwood         | Maya Goldsmith & Ben Sokolowski | 14 de agosto de 2022   | 0.572               |
| Joe, um homem solitário que vive em um bunker desde antes do início do apocalipse, deixa a segurança de sua casa para embarcar em uma viagem de 1000km para se encontrar com uma ex-amiga que conheceu online. Na estrada, ele encontra Evie, que se junta a ele em uma missão semelhante. Depois que Evie inicialmente o sequestrou, os dois se uniram antes de serem separados pelo roubo da motocicleta de Joe. Evie não consegue encontrar seu ex-marido Steven, mas ela encontra provas de que ele realmente a amou no final, em vez de odiá-la. Joe localiza o bunker de sua amiga Sandra, mas Sandra enlouqueceu e se tornou uma assassina em série visando homens. Evie resgata Joe, que é forçado a matar Sandra em legítima defesa. Depois de trancar seu cadáver reanimado no bunker, Evie convence Joe de que há mais vida e eles retomam sua jornada. Elenco: Terry Crews como Joe, Olivia Munn como Evie, e Kersti Bryan como Sandra |                     |                       |                                 |                        |                     |
| 2 | "Blair / Gina"      | Michael E. Satrazemis | Kari Drake                      | 21 de agosto de 2022   | 0.448               |
| Dois funcionários rivais de uma seguradora, a recepcionista Gina e sua chefe Blair, presas em um loop temporal no início do apocalipse, devem trabalhar juntas para salvar seus entes queridos e escapar da cidade de Atlanta. Depois de trabalharem juntos para salvar um grande grupo de civis em fuga de um rebanho e enfrentar seus respectivos medos, o ciclo do tempo finalmente é quebrado, embora Gina sugira que, alternativamente, eles podem estar experimentando uma ilusão compartilhada. Elenco: Parker Posey como Blair Crawford, Jillian Bell como Gina, Kevin L. Johnson como Joel, e Matt Medrano como Brian |                     |                       |                                 |                        |                     |
| 3 | "Dee"               | Michael E. Satrazemis | Channing Powell                 | 28 de agosto de 2022   | 0.430               |
| Alpha, então conhecida como "Dee", tenta proteger sua filha Lydia no barco a vapor comunitário em que vivem no pós-apocalipse, mas fica com ciúmes de outra residente, Brooke, de quem Lydia parece gostar e confiar mais. Dee fica alarmada com a visão ingênua de Brooke sobre o mundo atual e tenta manter a normalidade apesar dos perigos. As suspeitas de Dee sobre um residente chamado Billy provam ser verdadeiras quando Billy e sua gangue tentam tomar o barco para si; Dee e Lydia escapam por pouco enquanto os residentes e a gangue se matam, deixando Brooke como a única outra sobrevivente. Dee marca o rosto de Brooke por não proteger sua filha depois que Lydia impede sua mãe de matar Brooke. No fim de sua corda, Dee e Lydia são encontradas pelos Sussurradores que são liderados neste momento por uma mulher chamada Hera. Mais tarde, Dee mata Hera e transforma o rosto de Hera em sua máscara de zumbi, tornando-se a Alpha dos Sussurradores. Elenco: Samantha Morton como Alpha, Lauren Glazier como Brooke, Scarlett Blum como Lydia, Rachael Markarian como Jenna, Nick Basta como Billy, e Eric Tiede como Nolan |                     |                       |                                 |                        |                     |
| 4 | "Amy / Dr. Everett" | Haifaa al-Mansour     | Ahmadu Garba                    | 4 de setembro de 2022  | 0.409               |
| Um cientista recluso e documentarista da natureza, Dr. Chauncey Everett, acompanha uma estranha, Amy, enquanto ela tenta encontrar o grupo de sobreviventes do qual foi separada em uma área da região de Wiregrass agora chamada de Setor Morto. As tentativas de Amy de se conectar com Everett são em grande parte infrutíferas, pois ele vê os mortos-vivos, que ele apelidou de Homo mortuus, são o próximo estágio da evolução da natureza, enquanto a humanidade é o perigo. Everett está focado em salvar um de seus espécimes de pesquisa desaparecidos, apelidado de Espécime 21, que mais tarde se revela ser um de seus ex-colegas, mas o Espécime 21 é comido por um crocodilo. Amy e Everett se desentendem depois que ele a impede de salvar dois de seus amigos antes de Everett revelar que seu acampamento está no caminho de um enorme rebanho e está condenado. Amy corre para avisar seus amigos, mas Everett descobre mais tarde que eles morreram no rebanho e se entregaram. Everett começa a marcar seus novos espécimes para estudo, incluindo Amy, agora morta-viva, embora Everett mostre alguma hesitação ao se deparar com sua ex-amiga. Elenco: Anthony Edwards como Dr. Chauncey Everett e Poppy Liu como Amy |                     |                       |                                 |                        |                     |
| 5 | "Davon"             | Michael E. Satrazemis | Channing Powell                 | 11 de setembro de 2022 | 0.387               |
| Em uma pequena cidade no Maine, Davon acorda com um ferimento na cabeça e amnésia temporária e acorrentado ao cadáver de uma mulher chamada Amanda. Depois de colocar Amanda no chão, Davon alucina Amanda falando com ele, acusando Davon de assassinato. Em flashbacks, um Davon ferido chega à cidade sete semanas antes e é acolhido por Amanda e sua irmã Nora, com quem desenvolve um relacionamento romântico. No presente, Davon encontra um menino zumbi no porão de Amanda e o derruba antes de ser capturado pelos habitantes da cidade que acusam Davon de assassinar seus filhos desaparecidos e tentam executá-lo. Com suas memórias voltando lentamente, Davon se lembra de ter encontrado o filho de Nora, Garen, que escapou enquanto Davon lutava, se algemou e acidentalmente matou Amanda em legítima defesa quando ela tentou matá-lo. Escapando de sua execução, Davon encontra Garen com o filho de Amanda, Arnaud, que tem sequestrado e assassinado as crianças da cidade, convencido de que os está poupando dos horrores do mundo enquanto Amanda protegia seu filho. Encontrando os corpos reanimados de duas das vítimas de Arnaud, Davon convoca os habitantes da cidade e expõe Arnaud enquanto Garen exonera Davon. Os pais enfurecidos alimentam Arnaud com suas próprias vítimas em vingança e o enojado Davon deixa a cidade. Elenco: Jessie T. Usher como Davon, Loan Chabanol como Nora, Gage Munroe como Arnaud, e Embeth Davidtz como Amanda |                     |                       |                                 |                        |                     |
| 6 | "La Doña"           | Deborah Kampmeier     | Lindsey Villarreal              | 18 de setembro de 2022 | 0.378               |
| Eric e Idalia decidem tentar se refugiar na casa de uma senhora idosa, Doña Alma. Ela concorda em dar-lhes comida e deixá-los passar a noite, mas insiste que devem partir no dia seguinte. Durante o jantar, Eric insiste no assunto e pede permissão para ficar para sempre, mas Alma ordena que saiam imediatamente. Ela cai repentinamente e bate com a cabeça, morrendo instantaneamente. Embora Eric esteja satisfeito agora por ter a casa bem protegida para eles, Idalia se sente desconfortável em assumir a casa da falecida. Idalia experimenta várias alucinações e visões ao ouvir a voz de Alma insistindo que a casa pertence a ela. Eric é desdenhoso até que ele também comece a ver coisas, incluindo acreditar que o andador de sua amiga Maria é na verdade ela de volta dos mortos. Os dois se tornam hostis um com o outro enquanto as assombrações persistem, mas quando eles tentam sair, são perseguidos até o porão pelo fantasma de Alma. Os dois são levados a esfaquear um ao outro e são puxados para galhos e zumbis de pessoas que conheceram. Elenco: Daniella Pineda como Idalia, Danny Ramirez como Eric, Julie Carmen como Alma, e Iris Almario como Maria |                     |                       |                                 |                        |                     |

## Produção

### Desenvolvimento
Em setembro de 2020, a AMC anunciou que eles e Scott M. Gimple estavam desenvolvendo uma série de antologia episódica ambientada no universo de The Walking Dead. Em outubro de 2021, a AMC oficialmente deu luz verde para uma primeira temporada de seis episódios para estrear em meados de 2022. Channing Powell, que escreveu tanto para The Walking Dead quanto para Fear the Walking Dead, atua como showrunner.

### Escolha de elenco
Em fevereiro de 2022, foi anunciado que Anthony Edwards, Parker Posey, Terry Crews, Poppy Liu e Jillian Bell foram escalados para papéis principais. Daniella Pineda, Olivia Munn, Danny Ramirez, Loan Chabanol, Embeth Davidtz, Jessie T. Usher e Gage Munroe mais tarde se juntaram ao elenco em papéis não revelados. Em abril de 2022, foi confirmado que Samantha Morton iria reprisar seu papel como Alpha em um episódio, e que Lauren Glazier e Matt Medrano se juntaram ao elenco.

### Filmagens
As filmagens da série começaram em janeiro de 2022 em Buford, Geórgia, com o primeiro episódio dirigido por Michael E. Satrazemis; que dirigiu vários episódios de The Walking Dead e Fear the Walking Dead. Em fevereiro de 2022, foi confirmado que Satrazemis dirigiria três dos seis episódios da primeira temporada, com os episódios restantes dirigidos por Haifaa al-Mansour, Deborah Kampmeier e Tara Nicole Weyr (que anteriormente dirigiu Fear the Walking Dead). Mais tarde, foi revelado que Ron Underwood estaria dirigindo um episódio, substituindo Weyr. Em abril de 2022, um membro da equipe sofreu um ferimento acidental no set, suspendendo brevemente a produção. As filmagens da temporada terminaram em abril de 2022.

## Lançamento

### Transmissão
A série estreou na AMC em 14 de agosto de 2022.

### Marketing
Um teaser trailer foi lançado em 10 de abril de 2022, usando o slogan "6 histórias diferentes, 1 mundo morto".

## Recepção

### Recepção crítica
O site agregador de críticas Rotten Tomatoes relata um índice de aprovação de 74% com uma classificação média de 5.95/10, com base em 29 críticas. O consenso crítico do site diz: "Embora Tales of the Walking Dead seja histórias de cachorros peludos de qualidade variável, ainda há carne suficiente no osso para justificar essa expansão da longa saga de zumbis." O Metacritic, que usa uma média ponderada, atribuiu uma pontuação de 60 em 100 com base em 8 críticos, indicando "críticas mistas ou médias".

### Audiência
| Temporada | Temporada | Ep. 1 | Ep. 2 | Ep. 3 | Ep. 4 | Ep. 5 | Ep. 6 | Audiência |
| --------- | --------- | ----- | ----- | ----- | ----- | ----- | ----- | --------- |
|           | 1         | 572   | 448   | 430   | 409   | 387   | 378   | 437       |